# Liste der Naturdenkmale in Zeiskam
Die Liste der Naturdenkmale in Zeiskam nennt die im Gemeindegebiet von Zeiskam ausgewiesenen Naturdenkmale (Stand 17. April 2013).

## Naturdenkmale
| Nr.         | Bezeichnung                    | Lage               | Beschreibung            | Bild                                    |
| ----------- | ------------------------------ | ------------------ | ----------------------- | --------------------------------------- |
| ND-7334-220 | Kastanien beim Bahnhof Zeiskam | Bahnhofstraße Lage | Aesculus hippocastaneum | Direkt Bild zu diesem Denkmal hochladen |